# Єриклинськ
Єриклинськ (рос. Ерыклинск) — село в Мелекеському районі Ульяновської області Російської Федерації.
Населення становить 629 осіб. Входить до складу муніципального утворення Ніколочеремшанське сільське поселення.

## Історія
Від 2004 року входить до складу муніципального утворення Ніколочеремшанське сільське поселення.

## Населення
| 2010 |
| ---- |
| 629  |